# Perameles allinghamensis
Perameles allinghamensis — викопний вид бандикутів, який мешкав у період пліоцену, 4 мільйони років тому, в Австралії. Його виявили у Блафф-Даунс, на півночі Квінсленда.

## Морфологічна характеристика
Довжина (голова й тіло): до 19 см.

## Поведінка
Споживав, імовірно, комах, плоди й м'яке коріння. Ймовірно, P. allinghamensis мали коротку вагітність, як усі сучасні бандикути.